# Otus mentawi
Mocho-d'orelhas-das-mentawai ou mocho-de-orelhas-das-mentawai (Otus mentawi) é uma espécie de ave estrigiforme pertencente à família Strigidae.